# 機堂長応
機堂長応（きどう ちょうおう、生年不詳 － 応永17年1月3日（1410年2月6日））は室町時代の僧。伯耆国河村郡羽衣石城の初代城主で南条氏始祖の南条貞宗の二男。幼名は定光という。仏門に入り、機堂長応と称した。

## 来歴
仏門に入った後、天真自性の下で修行し、父・南条貞宗の建立した越前国南条郡宅良谷の曹洞宗慈眼寺の2代住職になった。応永8年（1401年）故郷の伯耆に帰り河村郡曹源寺を開き、まもなく同国久米郡定光寺を開いた。父・南条貞宗とともに伯耆での曹洞宗の大発展の礎を築いたといわれている。応永17年（1410年）1月3日、曹源寺にて死去。